# دانشگاه جیائوتنگ جنوب غربی
دانشگاه جیائوتنگ جنوب غربی (SWJTU ; Chinese) یک دانشگاه ملی تحقیقاتی عمومی در چنگدو، سیچوان، چین است. این دانشگاه وابسته به وزارت آموزش چین است. این دانشگاه توسط وزارت آموزش و پرورش، شرکت راه‌آهن چین، دولت استان سیچوان و شهرداری چنگدو حمایت مالی می‌شود.
دانشگاه جیائوتنگ جنوب غربی به‌طور مداوم به عنوان یکی از برترین دانشگاه‌های چین رتبه‌بندی می‌شود و رتبه ۱۸۱–۱۹۰ را در رتبه‌بندی دانشگاه آموزش عالی تایمز آسیا در سال ۲۰۱۶ را دارد.